# Jean-Michel Morel
Pour les articles homonymes, voir Morel.
Jean-Michel Morel est un mathématicien français né le 21 septembre 1953.

## Biographie
Sous la direction de Haïm Brezis à l'Université Pierre-et-Marie-Curie, Jean-Michel Morel obtient son doctorat en 1980 puis son doctorat d'État en 1985. Après un premier poste en 1978 à l'Université de Marseille-Luminy (maintenant Université d'Aix-Marseille), il devient en 1984 Maître de conférences à l'Université Paris-Dauphine, puis Professeur des universités en 1991. Depuis 1998, il est Professeur à l'École normale supérieure Paris-Saclay. Membre junior de l'Institut universitaire de France de 1993 à 1998, il en est membre senior depuis 2010.   Depuis 2023 il est "Chair Professor in Imaging" dans le département de mathématiques de City University of Hong Kong.[pas clair]
Ses recherches portent sur l'analyse et le traitement mathématique des images.

## Prix et distinctions
- Prix de mathématiques Philip Morris, 1991
- Prix CISI de mathématiques appliquées, 1992
- Prix Science et Défense, 1996
- Grand prix INRIA - Académie des sciences, 2013[3],[4],[5]
- Médaille de l'innovation du CNRS, 2015
- Prix IEEE CVPR Longuet-Higgins, 2015
- Docteur Honoris Causa de la Universidad de la Republica, Montevideo, 2018